# 虹をわたって
「虹をわたって」（にじをわたって）は、1972年9月1日に発売された天地真理の4枚目のシングル。

## 概要
天地真理、沢田研二、萩原健一が出演した同名の松竹映画が製作され、劇中で天地真理が同曲を歌唱するシーンが存在する。天地の初の主演映画となる。
翌1973年春開催の、第45回選抜高等学校野球大会の入場行進曲に採用された。

## オリコンチャート成績
- オリコン10位以内には、1972年（昭和47年)9月18日に3位で初登場、その後、1位を2週獲得し、11週にわたってオリコン10位以内にランクイン、100位以内に23週にわたってランクインされた。オリコン集計では、51.7万枚。また、1972年（昭和47年）の年間オリコンでは、13位を記録するなど、同年の歌謡界を代表する作品の１つとなった。
- 天地はこの曲で史上初の3曲連続オリコン1位を達成した。

## 収録曲
- 全曲作詞：山上路夫／作曲：森田公一／編曲：馬飼野俊一

1. 虹をわたって
2. トンガリ屋根の教会へ

## 収録アルバム
- 虹をわたって
- GOLDEN☆BEST 天地真理 コンプリート・シングル・コレクション・アンド・モア
- 天地真理 プレミアム・ボックス - 歌手デビュー35周年記念CD-BOX
- 35th Anniversary （2006年ヴォーカル・ニューバージョン）

## 映画
1972年9月29日に公開。ワイド・フジカラー、アメリカンビスタ・88分。

### スタッフ
- 製作：名島徹、井沢健
- 脚本：田波靖男、馬嶋満
- 監督：前田陽一
- 撮影：竹村博
- 音楽：森岡賢一郎
- 美術：佐藤公信
- 録音：小林英男
- 照明：中川孝一
- スチル：小尾健彦
- 編集：太田和夫[2]

### 出演者
- 星野マリ：天地真理
- 星野英太郎：有島一郎
- マフィア：なべおさみ
- 船長：谷村昌彦
- ハッケ：岸部シロー
- 入道：大前均
- 眼ン玉：立原博
- おきん：武智豊子
- 豊さん：三井弘次
- 良造：山本幸栄
- 由美：左時枝
- 石本昭夫：沢田研二
- 「京浜会」幹部：財津一郎
- チンピラ：北竜介、園田健二
- 大杉：大杉侃二郎
- 高畑：高畑喜之
- 小杉：小森英明
- 樫：樫明男
- せつ子：水木涼子
- 和子：林由里
- 警官：川島照満、江藤孝
- 医者：今井健太郎
- 恵子：日色ともゑ
- 先生：大久保敏男
- 由美の父：山本幸栄
- 生徒の母親：谷よしの
- 恵子の弟：佐藤達郎
- 恵子の妹：高梨梨恵
- 次郎：萩原健一[2]